# Rejon amwrosijiwski
Rejon amwrosijiwski – jednostka administracyjna wchodząca w skład obwodu donieckiego Ukrainy.
Rejon utworzony w 1923, ma powierzchnię 1500 km² i liczy około 50 tysięcy mieszkańców. Siedzibą władz rejonu jest Amwrosijiwka.
Na terenie rejonu znajdują się 1 miejska rada, 3 osiedlowe rady i 14 silskich rad, obejmujących w sumie 45 wsi i 31 osad.